# Keramisk kniv
En keramiske kniv er en kniv, der er fremstillet i et keramisk material. ofte af zirkoniumoxid (ZrO2). Materialet er omkring tyve gange hårdere end rustfrit stål og resistent mod syre. Modsat metal er zirkoniumoxid sprødt, hvilket gør, at det ikke kan modstå stød og slag på samme måde som traditionelle knive. Ligeledes kan æggen ikke slibes.